# Dez Fafara
Dez Fafara, właśc. Bradley James Fafara (ur. 12 maja 1966 w Santa Barbara w stanie Kalifornia) – amerykański wokalista. Były wokalista zespołu Coal Chamber. Od 2002 roku członek formacji DevilDriver.
W 2006 roku piosenkarz został sklasyfikowany na 74. miejscu listy 100 najlepszych wokalistów wszech czasów według Hit Parader.

## Działalność artystyczna

### Coal Chamber
Wraz z grupą Coal Chamber Dez nagrał trzy albumy studyjne: Coal Chamber (1997), która uzyskała status złotej płyty, Chamber Music (1999), oraz Dark Days (2003).

### DevilDriver
Wraz z DevilDriver Dez nagrał cztery albumy: DevilDriver (2003), The Fury of Our Maker’s Hand (2005), The Last Kind Words (2007), Pray for Villains (2009) oraz minialbum Head on to Heartache (2008). W 2008 roku zespół został nominowany do Golden God Award dla najbardziej przełomowego zespołu metalowego. W 2011 miał premierę piąty album studyjny grupy Beast. Ze względu na częstotliwość wydawanych płyt i stałe koncertowanie, DevilDriver uchodzi za jeden z najbardziej zapracowanych zespołów w swoim środowisku muzycznym. Dez Fafara wykorzystuje każdy czas na tworzenie nowych utworów – jak przyznał: "jeśli jesteś muzykiem, powinieneś pisać każdego dnia, więc ja piszę piosenkę każdego dnia". W 2013 wydano szósty album DevilDriver pt. Winter Kills, zaś na 13 maja 2016 (dzień po 50. urodzinach Fafary) zaplanowano premierę siódmego albumu grupy pt. Trust No One.

### Współpraca
Dez pojawił wziął udział w nagraniach dwunastu ścieżek dźwiękowych, m.in.: do filmu Krzyk 3 Wes'a Cravena. Fafara nagrał również wokalizy do utworu "Baptized In The Redemption" wydanej z okazji 25-lecia działalności wytwórni muzycznej Roadrunner Records na albumie Roadrunner United. Współpracował także z Ozzym Osbournem tworząc przeróbkę utworu "Shock The Monkey" pierwotnie autorstwa Petera Gabriela, z Nikkim Sixx (utwór "Where is God Tonight?") oraz Philem Anselmo (w jego projekcie pobocznym Viking Crown).

## Życie prywatne
Fafara pochodzi z rodziny o portugalsko-sycylijskich korzeniach. Wywodzi się z klasy robotniczej tzw. niebieskich kołnierzyków. Jego ojciec, Tiger Fafara, był robotnikiem budowlanym. Poza tym występował w amerykańskim sitcomie Wiercipięta (ang. Leave It To Beaver) z lat 1957-1963 jako "Tooey Brown". Ojczym Deza Fafary jest Polakiem, z tego względu artysta posiada na ciele wytatuowanego orła.
Żona wokalisty Anahstasia pojawiła się na okładce drugiego albumu zespołu Coal Chamber zatytułowanego Chamber Music. Ma z nią trójkę synów: Kaleba (ur. 1991), Tylera (ur. 1995) i Simona (ur. 1998). Utwór "Tyler's Song" z albumu Chamber Music został zadedykowany synowi Tylerowi. Simon gościnnie udzielił swojego głosu w utworze "Tirades of Truth" na albumie The Last Kind Words z 2007 (miał wówczas 9-lat). Wszyscy synowie wystąpili w teledysku DevilDriver do utworu "Clouds Over California". Jak przyznał w 2009, konsekwentnie trzyma własną rodzinę z dala od tras koncertowych swoich zespołów, a dzieci od stylu życia w którym przebywa – uznając, że "kobieta nie należy do statku pirackiego" a "bycie w drodze nie jest dobrym miejscem dla rodziny". Jego rodzina traktuje to ze zrozumieniem. Mimo wszystko Fafara dba o najbliższych, spędza z nimi wolny czas i zabiera ich na wspólne podróże po całym świecie.